# Psychotria egensis
Psychotria egensis är en måreväxtart som beskrevs av Johannes Müller Argoviensis. Psychotria egensis ingår i släktet Psychotria och familjen måreväxter. Inga underarter finns listade i Catalogue of Life.